# Ernst Leibl
Ernst Leibl (geboren 17. Juni 1895 in Graslitz, Österreich-Ungarn; gestorben 5. Mai 1982) war ein tschechoslowakisch-deutscher Journalist und Schriftsteller.

## Leben
Ernst Leibl wurde Mitglied des Wandervogels. Er studierte ab 1917 an der Deutschen Universität Prag und wurde 1922 promoviert. Er arbeitete als Journalist bei der von ihm mitgegründeten Sudetendeutschen Tageszeitung, beim in Aussig erscheinenden Der Tag und bei der Zeitschrift Sudetendeutscher Bund. Er war Leiter der Kultur- und Presseabteilung der Deutschpolitischen Arbeitsstelle in Prag. 1924 zog Leibl ins Deutsche Reich nach Berlin. 1934 wurde er wissenschaftlicher Hilfsarbeiter an der Preußischen Akademie der Wissenschaften in Berlin und wurde 1938 Privatdozent an der Universität Berlin. Während der Sudetenkrise 1938 schloss Leibl sich dem Sudetendeutschen Freikorps an. 1939 trat er der NSDAP bei (Mitgliedsnummer 6.535.396).
In der Zeit der deutschen Besetzung der Tschechoslowakei war Leibl von 1939 bis 1945 Kulturamtsleiter der Stadt Komotau.
Nach Kriegsende und der Vertreibung der Deutschen aus der Tschechoslowakei geriet Leibl 1946 nach Kronburg in Schwaben und lebte später im benachbarten Memmingerberg. Leibl war 1949 Gründungsmitglied der Sudetendeutschen Landsmannschaft (SL) in Bayern und war Mitglied des Witikobundes.

## Werke (Auswahl)
- Aus unerlöstem Lande : Lieder der himmlischen und irdischen Liebe. Augsburg : Bärenreiter-Verlag, 1924
- Zelt unterm Stern : Werk-schar-rufe in der zeit. Gedichte. Kassel : Bärenreiter, 1931
- Grenzlanddeutsche Lieder und Spielstücke aus der Heimat der böhmischen Musikanten / Worte und Weisen von Ernst Leibl mit Sätzen der verschiedensten Besetzung von Walther Hensel. Celle : Moeck, 1933
- Die Schar : Keimzelle von Staat und Kirche ; Einführung in die Formenwelt des Schargedankens. Reichenberg : Sudetendeutscher Verlag, 1934
- Der kleine Wagen : Neue Dichtungen. Wittingen : Landsknecht-Presse, 1934
- Die Kette : Jugend im Sudetenraum. Potsdam : Voggenreiter, 1937
- Aufsteigt ein Land : Ein sudetendeutsches Schicksal. Potsdam : Voggenreiter, 1938
- Die gekreuzigte Stadt : Roman. Dettingen a. M. : Kolb, 1957